# Otok Života
Otok Života, Govan ili Govanj je nenaseljeni otočić u hrvatskom dijelu Jadranskog mora.
Njegova površina iznosi 0,011 km². Dužina obalne crte iznosi 0,39 km.
Smješten je u zaštićenom Malostonskom zaljevu, gdje ga okružuju uzgajališta školjki. Katastarski pripada općini Stonu. Otok života ima obzidanu obalu i jedanaest zgrada, ali je nenaseljen.

## Povijest
Otočić je pripadao obitelji Bandur iz obližnjeg pelješkog sela Hodilje. Kada se u njega zaljubio jedan od tada najbogatijih ljudi dubrovačkog kraja, bankar, trgovac i brodovlasnik Božo Banac, 1935. godine otočić mijenja vlasnika. Na njemu su bila skladišta za parobrode koji su dovozili robu za Pelješac. Banac je za sebe izgradio dvorac na vrhu otoka. Poslije Drugog svjetskog rata, nakon nacionalizacije, prešao je u vlasništvo države, odnosno općine Ston. Sve do 1964. godine otok je bio prilagođen istraživačko-znanstvenom radu stručnjaka Instituta za istraživanje mora iz Splita. Nakon njih, neko su vrijeme na otočić dolazile dječje ekskurzije, a posljednje desetljeće gotovo je posve napušten.

## Vegetacija
Otok je gusto pošumljen meidteranskim raslinjem. Od stabala prevladavaju alepski bor i maslina, a makija čini ostatak vegetacije, uz pojavu različitih vrsta trava. Od cvijeća prevladavju oleander i biljke ljetnice.

## Vanjske poveznice
|  | Zajednički poslužitelj ima još gradiva o temi Otok Života |